# Fondo de Liquidez Autonómica
Der Fondo de Liquidez Autonómica (FLA) ist eine Kreditlinie oder ein Kreditfonds mit zinsgünstigen Krediten, den die Regierung Spaniens im Juli 2012 im Rahmen der Eurokrise für die Autonomen Gemeinschaften Spaniens schuf.

## Entstehung
Es gibt 17 Autonome Gemeinschaften, oft kurz 'Regionen' genannt. Im ersten Halbjahr 2012 stiegen die Zinsen für die von den Regionen emittierte mittel- und langfristige Anleihen stark an. Die hoch verschuldeten Regionen waren teilweise nicht in der Lage die zur Deckung ihrer Defizite notwendigen Kredite aufzunehmen.
In Spanien kam es nach der Parlamentswahl am 20. November 2011 zu einem Regierungswechsel; die konservative Partido Popular errang eine absolute Mehrheit. Nachfolger von Zapatero wurde Mariano Rajoy. Die neue Regierung schuf daher den Fondo de Liquidez Autonómica als Rettungsfonds. Die Regionen erhielten die Kredite vom FLA hauptsächlich zu dem Zweck, mit diesem ("frischen") Geld ihre fällig werdenden Anleihen pünktlich zurückzuzahlen.
Der FLA ist im Zuständigkeitsbereich des 'Instituto de Credito Oficial'; dieses untersteht dem Ministerium für Wirtschaft und Wettbewerbsfähigkeit (derzeitiger Minister: Luis de Guindos).

## Inanspruchnahmen

### 2012
- Die Region Valencia wendete sich als erste an den Fonds (am 20. Juli 2012) und bat um 3,5 Milliarden Euro. Sie erhielt insgesamt 4,5 Milliarden Euro.[3]

- Die Region Murcia bat am 23. Juli um 300 Millionen Euro;[4] am 28. September erhöhte sie die Bitte auf 527,5 Millionen Euro.[5]

- Als Nächstes erhielt Katalonien 5.023 Millionen[6] plus 410 Millionen[7] = 5.433 Millionen Euro, obwohl die Regierung aussparung der 31. Oktober onate Jahr 5.370 Millionen €[8].

- Andalusien beantragte am 26. September 2012 4.906 Mio. Euro.[9]

- Am 27. September beantragte Kastilien-La Mancha 848 Mio. €.[10]

- Als sechste Region beantragten Kanarischen Inseln 756,8 Mio. Euro[11].

- Am 19. Oktober 2012 beantragten die Balearen 355 und Asturien 261,7 Millionen Euro Kredit.[12]

- Am 26. Oktober 2012 fragte, Kantabrien bei der spanischen Regierung um ein Darlehen im Wert 137,2 Millionen Euro.[13]

Die Regierung gab bekannt, dass der Fonds nun noch 338,3 Millionen Euro hat, also noch 1,88 % seines anfänglichen Umfangs in Höhe von 18.000 Mio. (= 18 Milliarden) Euro.
Wenn weitere Regionen um Hilfe bitten, sollen sie Geld aus einem Fonds des Ministeriums für Finanzen und öffentliche Verwaltung (jetziger Minister: Cristóbal Montoro) und von Banken und Finanzinstituten bekommen, die bereit sein sollen, diese Art von Darlehen zu geben bzw. solche festverzinslichen Papiere von den Regionen zu kaufen.